# Премия по фундаментальной физике
Премия по фундаментальной физике  — ежегодная научная премия, присуждаемая за значительные достижения в области фундаментальной физики. Премия вручается в трёх категориях: «Фундаментальная физика», «Передовая линия физики» и «Новые горизонты физики». Учреждена в 2012 г. российским предпринимателем, совладельцем Mail.ru Group Юрием Мильнером.
Премии «Фундаментальная физика» и «Передовая линия физики» вручаются известным учёным за открытия (в том числе теоретические), которые уже признаны научным сообществом и в связанных с этими открытиями и теориями областях работают физики, хотя эти теории ещё могут быть далеки от экспериментального подтверждения. Премия «Новые горизонты физики» вручается перспективным молодым учёным. В некоторых случаях присуждается «специальная премия» без процедуры выдвижения.
Размер премии в категории «Фундаментальная физика» составляет $3 000 000, размер премии в категории «Передовая линия физики» — и «Новые горизонты физики» — $100 000. Лауреаты премии «Передовая линия физики» становятся претендентами на главную премию (если они не получают её в текущем году, то остаются претендентами на последующие 5 лет).

## Присуждение премии
Первые девять лауреатов были выбраны Юрием Мильнером, они вошли в комитет, который будет выбирать лауреатов следующего года.

## Лауреаты премии
| Год  | Лауреаты | Причина присуждения | Категория              |
| ---- | --- | --- | ---------------------- |
| 2012 | Нима Аркани-Хамед | За разработку оригинальных подходов к решению ряда задач физики элементарных частиц, включая гипотезы о дополнительных измерениях, природу бозона Хиггса, суперсимметричные расширения Стандартной модели, теории тёмной материи, а также разработку математического аппарата амплитуд рассеяния в калибровочной инвариантности.                                                    | Фундаментальная физика |
| 2012 | Алан Харви Гут | За изобретение инфляционной космологии и вклад в теорию генерации флуктуаций космологической плотности, возникающих из-за квантовых флуктуаций в молодой Вселенной, а также за продолжающиеся работы по определению вероятностей в постоянно расширяющемся пространстве-времени. | Фундаментальная физика |
| 2012 | / Алексей Юрьевич Китаев | За теоретическую гипотезу внедрения квантовой памяти и устойчивых квантовых вычислений с помощью топологических фаз с непарными майорановскими модами | Фундаментальная физика |
| 2012 | Максим Львович Концевич | За обширный вклад в исследования на стыке современной теоретической физики и математики, поднявший их на новый уровень, включающий разработку гомологической зеркальной симметрии и исследования явлений узлов пересечений стены. | Фундаментальная физика |
| 2012 | Андрей Дмитриевич Линде | За развитие инфляционной космологии, включая теорию новой инфляции, бесконечной хаотической инфляции и теорию множественных вселенных, а также за вклад в развитие механизмов квантовой стабилизации в теории струн. | Фундаментальная физика |
| 2012 | Хуан Мартин Малдасена | За разработку теории, связывающей гравитационную физику в пространстве-времени с квантовой теорией поля на границах пространства-времени. Эта связь показывает, что чёрные дыры и квантовая механика совместимы, решая парадокс исчезновения информации в чёрной дыре. | Фундаментальная физика |
| 2012 | Натан Зайберг | За значительный вклад в наше понимание квантовой теории поля и теории струн, фундаментальных приложений физики и математики. | Фундаментальная физика |
| 2012 | Ашок Сен | За открытие поразительного свидетельства дуализма слабых и сильных взаимодействий в ряде суперсимметричных теорий струн и идеи калибровочной инвариантности. | Фундаментальная физика |
| 2012 | Эдвард Виттен | За вклад в развитие новых топологических подходов в физике, моделей физики частиц, полученных из теории струн, методов регистрации тёмной материи и твисторного подхода к амплитуде рассеяния частиц, а также развитие многочисленных приложений квантовой теории поля в математике                                                                                                 | Фундаментальная физика |
| 2013 | Стивен Хокинг | За открытие излучения чёрных дыр и его глубокий вклад в исследование квантовой гравитации и квантовых процессов в ранней Вселенной | Специальная премия     |
| 2013 | Учёные ЦЕРН: Питер Дженни, Фабиола Джианотти, Мишель делла Негра, Теджиндер Сингх Вирди, Гвидо Тонелли, Джо Инкандела, Лин Эванс  | За ведущую роль в научном проекте, приведшем к открытию частицы, похожей на бозон Хиггса | Специальная премия     |
| 2013 | Александр Маркович Поляков | За открытия, сделанные в теории поля и теории струн, а также открытие монополей в калибровочных теориях с определённой схемой нарушения симметрии, инстантонов, теории струн в некритических измерениях, открытие калибровочно-струнного соответствия и многое другое. Его идеи определили развитие физики в этих областях на многие десятилетия.                                   | Фундаментальная физика |
| 2013 | Чарльз Кейн, Лоуренс Моленкамп, Чжан Шоучэн                                                                                       | За теоретическое предсказание и экспериментальное открытие топологических изоляторов | Передовая линия физики |
| 2013 | Джозеф Полчински | За вклад в различные области теории поля и теории струн. Его открытие D-бран позволило по-новому взглянуть на теорию суперструн и квантовой гравитации и привело к открытию AdS/CFT-соответствия | Передовая линия физики |
| 2013 | Никлас Байзерт | За разработку точных методов описания калибровочных полей и их связь с теорией струн. | Новые горизонты физики |
| 2013 | Давиде Гайотто | За далеко идущие новые взгляды на дуальность, калибровочную теорию и геометрию, и особенно за его работу, связывающую неожиданным образом теории различных размерностей. | Новые горизонты физики |
| 2013 | Зохар Комаргодски | За работы по теории динамики поля для четырёхмерного случая. В частности, его доказательство (совместно со Швиммером) «А-теоремы» Архивная копия от 16 июля 2013 на Wayback Machine, решившей давнюю проблему, что приводит к появлению новых идей. | Новые горизонты физики |
| 2014 | Джон Генри Шварц и Майкл Грин | За открытие новых перспектив в квантовой гравитации и унификации сил. | Фундаментальная физика |
| 2014 | Эндрю Строминджер и Камран Вафа                                                                                                   | За многочисленные глубокие и революционные вклады в квантовую теорию поля, квантовую гравитацию, теорию струн и геометрию. Их совместный статистический вывод формулы Бекенштейн-Хокинга Архивная копия от 16 октября 2011 на Wayback Machine унифицировал законы термодинамики с законами динамики чёрных дыр и показал голографическую природу квантового пространства-времени.   | Передовая линия физики |
| 2014 | Фредди Качазо | За раскрытия многочисленных структур, лежащих в основе амплитуд рассеяния в калибровочных теориях и гравитации. | Новые горизонты физики |
| 2014 | Шираз Минвалла | За его новаторский вклад в изучение теории струн и квантовой теории поля, в частности за его работы о связи между уравнениями газовой динамики и уравнениями Альберта Эйнштейна в общей теории относительности. | Новые горизонты физики |
| 2014 | Вячеслав Рычков | За разработку новых методов в конформной теории поля, возрождение программы конформного бутстрапа по ограничению спектра операторов и структурных констант в трёхмерных и четырёхмерных конформных теориях поля. | Новые горизонты физики |
| 2015 | Адам Рисс и High-Z Supernova Search Team Брайан Шмидт и High-Z Supernova Search Team Сол Перлмуттер и Supernova Cosmology Project | За самое неожиданное открытие — расширение Вселенной ускоряется, а не замедляется, как это было давно принято считать. | Фундаментальная физика |
| 2015 | Син Хартнолл | За применение голографических методов для достижения нового феноменального восприятия о сильном взаимодействии квантовых частиц. | Новые горизонты физики |
| 2015 | Филип К. Шустер, Наталья Торо | За открытие схемы "упрощённых моделей" для новых физических исследований в Большом Адронном Коллайдере, а также за возглавление новых экспериментальных поисков тёмных участков, используя высокоинтенсивные электронные лучи. | Новые горизонты физики |
| 2015 | Орасио Касини, Марина Уэрта, Синсэй Рю, Тадаши Такаянаги                                                                          | За фундаментальные идеи об энтропии в Квантовой теории поля и квантовой гравитации. | Новые горизонты физики |
| 2016 | Kam-Biu Luk, Yifang Wang и научная группа Daya Bay                                                                                | За эксперименты по нейтринным осцилляциям. | Фундаментальная физика |
| 2016 | Ацуто Судзуки и научная группа KamLAND                                                                                            | За эксперименты по нейтринным осцилляциям. | Фундаментальная физика |
| 2016 | Koichiro Nishikawa и научная группа K2K / T2K                                                                                     | За эксперименты по нейтринным осцилляциям. | Фундаментальная физика |
| 2016 | Артур Макдональд и научная группа SNO                                                                                             | За эксперименты по нейтринным осцилляциям. | Фундаментальная физика |
| 2016 | Такааки Кадзита и научная группа Super-Kamiokande                                                                                 | За эксперименты по нейтринным осцилляциям. | Фундаментальная физика |
| 2016 | Рональд Древер, Кип Торн, Райнер Вайсс                                                                                            | За открытие гравитационных волн, открывающих новые горизонты в астрономии и физике. | Специальная премия     |
| 2016 | Авторы статьи об открытии гравитационных волн и прочие участники LIGO.                                                            | За открытие гравитационных волн, открывающих новые горизонты в астрономии и физике. | Специальная премия     |
| 2016 | Andrei Bernevig, Liang Fu, Xiao-Liang Qi                                                                                          | Оригинальный текст (англ.)For outstanding contributions to condensed matter physics, especially involving the use of topology to understand new states of matter. | Новые горизонты физики |
| 2016 | Raphael Flauger, Leonardo Senatore                                                                                                | Оригинальный текст (англ.)For outstanding contributions to theoretical cosmology. | Новые горизонты физики |
| 2016 | Yuji Tachikawa | Оригинальный текст (англ.)For penetrating and incisive studies of supersymmetric quantum field theories. | Новые горизонты физики |
| 2017 | Джозеф Полчински, Эндрю Строминджер, Камран Вафа                                                                                  | За то, что они сформулировали «парадокс огненной стены» — теорию, которая объясняет, почему чёрные дыры нарушают законы физики. | Фундаментальная физика |
| 2017 | Asimina Arvanitaki, Peter W. Graham, Surjeet Rajendran                                                                            | Оригинальный текст (англ.)For pioneering a wide range of new experimental probes of fundamental physics. | Новые горизонты физики |
| 2017 | Simone Giombi, Xi Yin | Оригинальный текст (англ.)For imaginative joint work on higher spin gravity and its holographic connection to a new soluble field theory. | Новые горизонты физики |
| 2017 | Frans Pretorius | Оригинальный текст (англ.)For creating the first computer code capable of simulating the inspiral and merger of binary black holes, thereby laying crucial foundations for interpreting the recent observations of gravitational waves; and for opening new directions in numerical relativity.                                                                                     | Новые горизонты физики |
| 2018 | Чарльз Л. Беннетт, Gary Hinshaw, Norman Jarosik, Лайман Пейдж, Дэвид Сперджел и научная группа WMAP                               | Оригинальный текст (англ.)For detailed maps of the early universe that greatly improved our knowledge of the evolution of the cosmos and the fluctuations that seeded the formation of galaxies. | Фундаментальная физика |
| 2018 | Christopher Hirata | Оригинальный текст (англ.)For fundamental contributions to understanding the physics of early galaxy formation and to sharpening and applying the most powerful tools of precision cosmology. | Новые горизонты физики |
| 2018 | Andrea Young | Оригинальный текст (англ.)For the co-invention of van der Waals heterostructures, and for the new quantum Hall phases that he discovered with them. | Новые горизонты физики |
| 2018 | Douglas Stanford | Оригинальный текст (англ.)For profound new insights on quantum chaos and its relation to gravity. | Новые горизонты физики |
| 2018 | Джоселин Белл Бернелл | Оригинальный текст (англ.)For fundamental contributions to the discovery of pulsars, and a lifetime of inspiring leadership in the scientific community. | Специальная премия     |
| 2019 | Чарльз Кейн Юджин Меле | Оригинальный текст (англ.)For new ideas about topology and symmetry in physics, leading to the prediction of a new class of materials that conduct electricity only on their surface. | Фундаментальная физика |
| 2019 | Rana Adhikari Matthew Evans Lisa Barsotti                                                                                         | Оригинальный текст (англ.)For research on present and future ground-based detectors of gravitational waves. | Новые горизонты физики |
| 2019 | Aron C. Wall Daniel Harlow Daniel L. Jafferis                                                                                     | Оригинальный текст (англ.)For fundamental insights about quantum information, quantum field theory, and gravity. | Новые горизонты физики |
| 2019 | Brian Metzger | Оригинальный текст (англ.)For pioneering predictions of the electromagnetic signal from a neutron star merger, and for leadership in the emerging field of multi-messenger astronomy. | Новые горизонты физики |
| 2019 | Sergio Ferrara Daniel Z. Freedman Peter van Nieuwenhuizen                                                                         | | Специальная премия     |
| 2020 | 347 членов проекта «Телескоп горизонта событий»                                                                                   | Оригинальный текст (англ.)For the first image of a supermassive black hole, taken by means of an Earth-sized alliance of telescopes. | Фундаментальная физика |
| 2020 | Xie Chen Lukasz Fidkowski Michael Levin Max A. Metlitski                                                                          | Оригинальный текст (англ.)For incisive contributions to the understanding of topological states of matter and the relationships between them. | Новые горизонты физики |
| 2020 | Jo Dunkley Samaya Nissanke Kendrick Smith                                                                                         | Оригинальный текст (англ.) For the development of novel techniques to extract fundamental physics from astronomical data. | Новые горизонты физики |
| 2020 | Simon Caron-Huot Pedro Vieira | Оригинальный текст (англ.)For profound contributions to the understanding of quantum field theory. | Новые горизонты физики |
| 2021 | Eric Adelberger Jens H. Gundlach Blayne Heckel                                                                                    | Оригинальный текст (англ.)For precision fundamental measurements that test our understanding of gravity, probe the nature of dark energy, and establish limits on couplings to dark matter. | Фундаментальная физика |
| 2021 | Стивен Вайнберг | Оригинальный текст (англ.)For his continuous leadership in fundamental physics, with broad impact across particle physics, gravity and cosmology, and for communicating science to a wider audience. | Специальная премия     |
| 2021 | Tracy Slatyer | Оригинальный текст (англ.)For major contributions to particle astrophysics, from models of dark matter to the discovery of the "Fermi Bubbles". | Новые горизонты физики |
| 2021 | Rouven Essig Javier Tiffenberg Tomer Volansky Tien-Tien Yu                                                                        | Оригинальный текст (англ.)For advances in the detection of sub-GeV dark matter especially in regards to the SENSEI experiment. | Новые горизонты физики |
| 2021 | Ahmed Almheiri Netta Engelhardt Henry Maxfield Geoff Penington                                                                    | Оригинальный текст (англ.)For calculating the quantum information content of a black hole and its radiation. | Новые горизонты физики |
| 2022 | Hidetoshi Katori Jun Ye | Оригинальный текст (англ.)For outstanding contributions to the invention and development of the optical lattice clock, which enables precision tests of the fundamental laws of nature. | Фундаментальная физика |
| 2022 | Suchitra Sebastian | Оригинальный текст (англ.)For high precision electronic and magnetic measurements that have profoundly changed our understanding of high temperature superconductors and unconventional insulators. | Новые горизонты физики |
| 2022 | Alessandra Corsi Gregg Hallinan Mansi Manoj Kasliwal Raffaella Margutti                                                           | Оригинальный текст (англ.)For leadership in laying foundations for electromagnetic observations of sources of gravitational waves, and leadership in extracting rich information from the first observed collision of two neutron stars. | Новые горизонты физики |
| 2022 | Dominic Else Vedika Khemani Haruki Watanabe Norman Y. Yao                                                                         | Оригинальный текст (англ.)For pioneering theoretical work formulating novel phases of non-equilibrium quantum matter, including time crystals. | Новые горизонты физики |
| 2023 | Чарльз Беннетт Жиль Брассар Дэвид Дойч Питер Шор                                                                                  | Оригинальный текст (англ.)For foundational work in the field of quantum information. | Фундаментальная физика |
| 2023 | Anna Grassellino | За открытие факторов, значительно повысивших показатели ниобиевых сверхпроводящих резонаторов, с их применением от физики ускорителей до квантовых устройств. | Новые горизонты физики |
| 2023 | Manuel Endres Hannes Pichler Adam M. Kaufman Jeff Thompson Hannes Bernien Kang-Kuen Ni                                            | Оригинальный текст (англ.)For the development of optical tweezer arrays to realize control of individual atoms for applications in quantum information science, metrology, and molecular physics. | Новые горизонты физики |
| 2023 | David Simmons-Duffin | Оригинальный текст (англ.)For the development of analytical and numerical techniques to study conformal field theories, including the ones describing the liquid vapor critical point and the superfluid phase transition. | Новые горизонты физики |
| 2024 | John Cardy Александр Замолодчиков                                                                                                 | Оригинальный текст (англ.)For profound contributions to statistical physics and quantum field theory, with diverse and far-reaching applications in different branches of physics and mathematics. | Фундаментальная физика |
| 2024 | Michael Johnson Alexandru Lupsasca                                                                                                | Оригинальный текст (англ.)For elucidating the sub-structure and universal characteristics of black hole photon rings, and their proposed detection by next-generation interferometric experiments. | Новые горизонты физики |
| 2024 | Mikhail Ivanov Oliver Philcox Marko Simonović                                                                                     | Оригинальный текст (англ.)For contributions to our understanding of the large-scale structure of the universe and the development of new tools to extract fundamental physics from galaxy surveys. | Новые горизонты физики |
| 2024 | Laura M. Pérez Paola Pinilla Nienke van der Marel Til Birnstiel                                                                   | Оригинальный текст (англ.)For the prediction, discovery, and modeling of dust traps in young circumstellar disks, solving a long-standing problem in planet formation. | Новые горизонты физики |
| 2025 | Коллаборации ATLAS, CMS, ALICE, LHCb                                                                                              | Оригинальный текст (англ.)For detailed measurements of Higgs boson properties confirming the symmetry-breaking mechanism of mass generation, the discovery of new strongly interacting particles, the study of rare processes and matter-antimatter asymmetry, and the exploration of nature at the shortest distances and most extreme conditions at CERN’s Large Hadron Collider. | Фундаментальная физика |
| 2025 | Waseem Bakr | Оригинальный текст (англ.)For the realization of quantum gas microscopes for atoms and molecules, providing a microscopic view on correlations and transport in strongly interacting quantum systems. | Новые горизонты физики |
| 2025 | Jeongwan Haah | Оригинальный текст (англ.)For the discovery of Haah's code, in which fractal conservation laws emerge, and other models bringing discrete mathematical structures to physics. | Новые горизонты физики |
| 2025 | Sebastiaan Haffert Rebecca Jensen-Clem Maaike van Kooten                                                                          | Оригинальный текст (англ.)For demonstrating new extreme adaptive optics techniques that will allow the direct detection of the smallest exoplanets. | Новые горизонты физики |
| 2025 | Герард Хофт | Оригинальный текст (англ.)For fundamental insights into gauge theory and the standard model. | Специальная премия     |